# Futebol independente da FIFA
A FIFA é a entidade governamental internacional do futebol, encarregada por supervisionar este esporte em todo o mundo e realizar partidas representativas internacionais. No entanto, alguns torneios ocorrem fora da sua ratificação. Isso geralmente consiste em partidas envolvendo entidades subnacionais, como ilhas, colônias ou regiões autônomas. Também ocorrem partidas representativas envolvendo estados com reconhecimento internacional limitado que não podem se qualificar para se tornarem membros da FIFA. Há também um número limitado de estados cujas equipes representativas não estão afiliadas à FIFA. Historicamente, várias competições ocorreram fora dos seus auspícios.

## Equipes nacionais
Em termos gerais, há seis categorias de equipes:

### Associações regionais
A primeira e mais comum são as equipes que representam as associações regionais de nações estabelecidas de futebol. Estas associações supervisionam o futebol local em suas respectivas regiões, e são parte de uma rede de associações que contribuem com a associação nacional. Um bom exemplo disso seria Jersey, cujos membros também são membros da The Football Association. Essas associações regionais geralmente entram em equipes representativas em jogos internacionais fora da FIFA.

### Regiões autônomas, dependências, departamentos ultramar e estados não reconhecidos
Uma segunda categoria abrange regiões de nações maiores com história de autonomia. Estas regiões podem ter alcançado já um grau de autonomia (por exemplo, as comunidades autônomas da Espanha, incluindo a Catalunha, a Galiza e o País Basco, que costumam jogar apenas um jogo por ano, tradicionalmente no Natal), ou estarem à sua procura. Porém, é necessário distinguir a seleção basca das outras, pois passou a representar não apenas a comunidade autônoma basca, mas também a região basca maior, incorporando também Navarra e o País Basco francês.
Alternativamente, alguns estados não reconhecidos podem ter equipes nacionais. Alguns membros estabelecidos da UEFA e da FIFA caíram nessa categoria, como Kosovo. O mesmo vale para territórios ultramarinos e/ou regiões autônomas, como Gibraltar e as Ilhas Féroe. Os pesos-pesados não atuais da FIFA como o Chipre do Norte são o melhor exemplo dessa categoria de time de futebol fora da FIFA.
Na CONCACAF, na AFC e na OFC também há membros plenos dessas confederações que são territórios ultramarinos e/ou regiões autônomas. Algumas também são membros da FIFA como  Anguila, Ilhas Turcas e Caicos, Monserrate, Nova Calêdonia, entre outros. Ao passo que outras não são membros da FIFA, mas disputam competições regionais, como Bonaire, Guadalupe, Guiana Francesa, Ilhas Marianas Setentrionais, Martinica, São Martinho Francês, São Martinho Neerlandês, entre outros.

### Estados
Oito estados soberanos (Estados Federados da Micronésia, Ilhas Marshall, Kiribati, Mônaco, Nauru, Palau, Tuvalu e Vaticano) não estão filiados à FIFA.
Kiribati e Tuvalu são membros associados da Confederação de Futebol da Oceania.
Os seguintes países possuem seleções que disputaram partidas fora da FIFA: Estados Federados da Micronésia, Ilhas Marshall, Mônaco, Nauru, Palau e Vaticano.
O Reino Unido é representado na FIFA através de suas quatro nações constituintes - Inglaterra, Irlanda do Norte, Escócia e País de Gales.

### Povos sem nação
A terceira categoria de equipes apresenta lados representativos de grupos étnicos que ainda precisam obter um controle significativo sobre um estado de origem, ou extraídos de uma diáspora étnica. O povo lapão que habita a Lapônia vive em uma área distinta do norte da Escandinávia, mas está controlado por quatro estados e, sem problemas organizaram uma associação de futebol e sua equipe representativa. Da mesma forma, o povo cigano - que se dispersou pela Europa durante séculos - tem uma organização de futebol juvenil para representá-los em competições internacionais.
Embora as equipes desta categoria tenham poucas esperanças em obter o reconhecimento da FIFA, podem tomar como exemplo o caso dos palestinos, que apesar de não terem um estado reconhecido, foram admitidos pela FIFA e pela AFC em 1998.

### Minorias
A penúltima categoria é composta pelas minorias étnicas em um estado, como, por exemplo, Armênios na Argentina, Albaneses na Macedônia, Italianos na Suíça e similares.

### Micronações
O último grupo é composto por micronações, que são entidades que representam nações independentes ou estados que não são reconhecidos por governos globais ou organizações internacionais maiores, geralmente representando países-modelos ou projetos de novos países. Estas nações normalmente só existem no papel, na Internet ou na mente de seus criadores. Micronações diferem de movimentos autonomistas por serem largamente vistos como tendo natureza excêntrica e efêmera, e por serem criadas e mantidas por uma pessoa ou um grupo familiar. Um exemplo é Sealand.

## Organizações
- COSANFF (Consejo Sudamericano de Nuevas Federaciones de Fútbol): Formada em 2007, é o órgão regional da América do Sul, representando as equipes sul-americanas que não pertencem à FIFA. Desde sua fundação até 2013, era conectada com a extinta NF-Board, e a partir de 2020 está conectada com a WUFA. O COSANFF está atualmente ativo.
- CONIFA (Confederation of Independent Football Associations): Criada em 2013, é composta por equipes que representam nações não reconhecidas pela FIFA. Organiza a Copa do Mundo CONIFA, a Copa Europeia CONIFA, a Copa Africana CONIFA e a Copa América CONIFA.
- IIGA (International Island Games Association): Formada em 1985, tem o único propósito de organizer os Jogos Insulares, uma competição multidesportiva, bienal, entre equipes de diversas ilhas, arquipélagos e outros pequenos territórios. Possui um torneio de futebol.
- WUFA (World Unity Football Alliance): Da página inicial da aliança: A World Unity Football Alliance é um esforço colaborativo entre equipes alinhadas por valores com a missão de promover esperança, oportunidade e direitos humanos universais enquanto celebra a alegria de unir as pessoas através do mais belo dos jogos: o futebol. Nossos valores centrais unidos incluem empatia, compaixão, equidade, honestidade e respeito pelos direitos humanos universais. Trabalhamos juntos de forma equitativa em projetos, campanhas e eventos que elevam a missão e os valores da Aliança e os de cada uma de nossas equipes. A partir de 2021, a WUFA tem 19 associações membros.

### Extintas
- IFU (International Football Union): Uma associação de futebol extinta e de curta duração criada em 2009 e dissolvida em 2010. Era sediada em Guimarães, Portugal e composta por equipes que representam nações que não eram reconhecidas como estados soberanos e que, portanto, não são elegíveis para se tornarem membros da FIFA. Os membros desta organização eram Groenlândia e Zanzibar.
- N.F.-Board (Nouvelle Fédération-Board): Uma extinta associação de futebol criada em 2003. Era composta por equipes que representam nações que não são reconhecidas como estados soberanos, e que portanto, não podem ser membros da FIFA. Organizou a Copa do Mundo VIVA e a Copa UNPO. A N.F.-Board está inativa desde 2013 e é considerada extinta.

## Competições
Os torneios de futebol em acontecimentos multidesportivos internacionais, como os Jogos Olímpicos, os Jogos Pan-Americanos ou os Jogos Mediterrâneos não estão sobre a jurisdição da FIFA, mas estão organizadas com o conhecimento desta. Estes acontecimentos estabelecem normalmente restrições de idade dos competidores, para evitar a competição direta com a Copa do Mundo e os campeonatos regionais.

### Internacionais

#### FIFI Wild Cup
A primeira edição da FIFI Wild Cup foi organizada pela Federation of International Football Independents (FIFI) e o clube alemão de futebol FC St. Pauli no verão de 2006, enquanto se disputava a Copa do Mundo de Futebol da FIFA de 2006 na Alemanha. Cinco nações participaram, além de uma equipe que representava o bairro de St. Pauli em Hamburgo. Chipre do Norte ganhou o troféu ao ganhar de Zanzibar na disputa de pênaltis.

#### Copa do Mundo VIVA
A primeira Copa do Mundo VIVA, organizada pela NF-Board, foi disputada na Occitânia em novembro de 2006. Até 2008, era uma competição bianual, mas depois passou a ter frequência anual.
- 2006,:  Lapônia
- 2008,:  Padânia
- 2009,:  Padânia
- 2010,:  Padânia
- 2012,:  Curdistão

#### Copa do Mundo CONIFA
A competição foi realizada pela primeira vez em 2014 em Östersund na região da Lapônia no território sueco foi o primeiro torneio organizado pela CONIFA, o primeiro campeão o Condado de Nice após ganhar nos pênaltis da Ilha de Man por 5 a 3.
- 2014:  Condado de Nice
- 2016:  Abecásia
- 2018:  Transcarpátia
- 2024:

#### Copa UNPO
A UNPO Cup foi organizada pela UNPO (Organização de Nações e Povos Não Representados) e a NF-Board, e foi disputada em Haia em junho de 2005. O torneio coincidiu com a 7ª Assembleia Geral da UNPO, e disputaram quatro equipes. Molucas do Sul ganhou a final contra a Chechênia.

#### Copa ELF
A Copa ELF foi organizada pela Federação de Futebol Turco-Cipriota, e foi disputada no Chipre do Norte em novembro de 2006. Oito equipes aceitaram os convites e os anfitriões ficaram com o título.

#### Copa do 50º Aniversário da KTFF
A Copa do 50º Aniversário da KTFF foi celebrado sob tutela da NF-Board, em novembro de 2005, para celebrar os 50 anos da Federação de Futebol Turco-Cipriota (KTFF). Chipre do Norte ganhou de Kosovo e Lapônia.

#### Tynwald Hill Tournament
Torneio Tynwald Hill foi realizado na Ilha de Man participaram do torneio cinco seleções e um equipe local. Occitânia, Tamil Eelam, Récia, Sealand, Alderney e St. John's United 

### Futebol nos Jogos Insulares
Os Jogos Insulares são celebrados a cada dois anos e contam com um torneio de futebol, que foi ganho nas duas primeiras ocasiões pelas Ilhas Faroe, atualmente membra da UEFA e da FIFA, uma por Bermuda afiliada a CONCACAF e FIFA e um título ganho pelo Gibraltar atualmente afiliado a UEFA, As maiores campeãs são Jersey e Guernsey com três títulos

#### Masculino
| Ano              | Sede          | Final                  | Final                  | Final                  | Disputa pelo bronze    | Disputa pelo bronze    | Disputa pelo bronze    |
| Ano              | Sede          | Ouro                   | Placar                 | Prata                  | Bronze                 | Placar                 | 4º lugar               |
| 1985 não oficial | Ilha de Man   | Frøya                  | Fase de Grupos         | Anglesey               | Orkney                 | Fase de Grupos         | Guernsey               |
| ---------------- | ------------- | ---------------------- | ---------------------- | ---------------------- | ---------------------- | ---------------------- | ---------------------- |
| 1987             | Guernsey      | Sem torneio de futebol | Sem torneio de futebol | Sem torneio de futebol | Sem torneio de futebol | Sem torneio de futebol | Sem torneio de futebol |
| 1989             | Ilhas Feroé   | Ilhas Faroe            | Fase de Grupos         | Anglesey               | Ilhas Aland            | Fase de Grupos         | Groenlândia            |
| 1991             | Ilhas Aland   | Ilhas Faroe            | 2 - 0                  | Anglesey               | Jersey                 | 2 - 0                  | Ilhas Aland            |
| 1993             | Ilha de Wight | Jersey                 | 5 - 1                  | Ilha de Man            | Ilhas Aland            | 2 - 1                  | Groenlândia            |
| 1995             | Gibraltar     | Ilha de Wight          | 1 - 0                  | Gibraltar              | Jersey                 | 6 - 3                  | Groenlândia            |
| 1997             | Jersey        | Jersey                 | 1 - 0                  | Anglesey               | Ilha de Wight          | 3 - 1                  | Guernsey               |
| 1999             | Gotland       | Anglesey               | 1 - 0                  | Ilha de Man            | Ilha de Wight          | 2 - 0                  | Jersey                 |
| 2001             | Ilha de Man   | Guernsey               | 0 - 0 (3 - 1 pen)      | Anglesey               | Jersey                 | 2 - 0                  | Ilha de Wight          |
| 2003             | Guernsey      | Guernsey               | 3 - 1                  | Ilha de Man            | Jersey                 | 3 - 0                  | Ilha de Wight          |
| 2005             | Shetland      | Shetland               | 2 - 0                  | Guernsey               | Hébridas Exteriores    | 4 - 0                  | Ilha de Man            |
| 2007             | Rodes         | Gibraltar              | 4 - 0                  | Rodes                  | Hébridas Exteriores    | 1 - 0                  | Bermuda                |
| 2009             | Ilhas Aland   | Jersey                 | 2 - 1                  | Ilhas Aland            | Guernsey               | 5 - 0                  | Ilha de Man            |
| 2011             | Ilha de Wight | Ilha de Wight          | 4 - 2                  | Guernsey               | Jersey                 | 5 - 1                  | Ilhas Aland            |
| 2013             | Bermudas      | Bermuda                | 1 - 0                  | Groenlândia            | Ilhas Falkland         | 6 - 0                  | Frøya                  |
| 2015             | Jersey        | Guernsey               | 3 - 0                  | Ilha de Man            | Minorca                | 1 - 0                  | Shetland               |
| 2017             | Gotland       | Ilha de Man            | 6 - 0                  | Groenlândia            | Guernsey               | 1 - 0                  | Minorca                |
| 2019             | Gibraltar     | Não será realizado     | Não será realizado     | Não será realizado     | Não será realizado     | Não será realizado     | Não será realizado     |
| 2021             | Guernsey      |                        |                        |                        |                        |                        |                        |

#### Feminino
| Ano  | Sede          |             | Final             | Final                    | Final       |                     | Disputa pelo bronze | Disputa pelo bronze | Disputa pelo bronze |
| Ano  | Sede          | Ouro        | Placar            | Prata                    | Bronze      | Placar              | 4º lugar            |                     |                     |
| 2001 | Ilha de Man   | Ilhas Faroe | 5 - 4             | Ilhas Aland              | Jersey      | 3 - 2               | Ilha de Man         |                     |                     |
| 2003 | Guernsey      | Ilhas Faroe | 5 - 2             | Gotland                  | Jersey      | 3 - 2               | Guernsey            |                     |                     |
| 2005 | Shetland      | Ilhas Faroe | Fase de grupos    | Ilhas Aland              | Bermuda     | Fase de grupos      | Ilha de Man         |                     |                     |
| 2007 | Rodes         | Ilhas Aland | 3 - 0             | Ilha do Príncipe Eduardo | Bermuda     | 0 - 0 (4 - 3 pen)   | Ilha de Man         |                     |                     |
| 2009 | Ilhas Aland   | Ilhas Aland | 2 - 0             | Gotland                  | Ilha de Man | 3 - 1               | Ilha de Wight       |                     |                     |
| 2011 | Ilha de Wight | Ilhas Aland | 5 - 1             | Ilha de Man              | Groenlândia | 1 - 0               | Hébridas Exteriores |                     |                     |
| 2013 | Bermudas      | Bermuda     | 0 - 0 (5 - 4 pen) | Groenlândia              | Hitra       | perdeu na semifinal |                     |                     |                     |
| 2015 | Jersey        | Jersey      | 1 - 0             | Ilhas Aland              | Gotland     | 2 - 0               | Ilha de Man         |                     |                     |
| 2017 | Gotland       | Gotland     | 2 - 1             | Ilha de Man              | Jersey      | 3 - 1               | Ilha de Wight       |                     |                     |
| ---- | ------------- | ----------- | ----------------- | ------------------------ | ----------- | ------------------- | ------------------- | ------------------- | ------------------- |

### Continentais

#### Taça das Regiões da UEFA
A Taça das Regiões da UEFA é uma competição de futebol organizada pela UEFA (portanto, vinculado à FIFA) a cada dois anos, em que participam seleções regionais da Europa integrada mas por jogadores não profissionais.
- 1999,  : Véneto
- 2001,  : Morávia
- 2003,  : Piemonte
- 2005,  : País Basco
- 2007,  : Baixa Silésia
- 2009,  : Castela e Leão
- 2011,  : Braga
- 2013,  : Véneto
- 2015,  : Eastern Region
- 2017,  : Zagreb

#### Europeiada
A Europeiada é um torneio de futebol para povos indígenas e minorias na Europa. Organizado pela União Federal de Nacionalidades Europeias. A primeira edição foi disputada em junho de 2008, em Survelva, Suíça, senda Tirol do Sul a campeã. Em 2012 o torneio foi realizado na Lusatia, Alemanha, novamente a equipe campeã foi o Tirol do Sul. A terceira edição foi realizada em 2016 no Tirol do Sul, Itália onde os donos da casa conquistaram novamente o titulo.
Em 2016 teve um torneio de futebol feminino onde o Tirol do Sul foi o campeão
- Masculino

- Feminino

#### Copa Europeia ConIFA
A Copa Europeia foi realizada pela primeira vez em 2015, inicialmente era planejada para ser realizada em Douglas na Ilha de Man porem mudaram a sede para Debrecen na Hungria. O primeira campeão foi a Padânia ganhando do Condado de Nice por 4 a 1
- 2015:  Padânia
- 2017:  Padânia
- 2019:  Ossétia do Sul

#### Copa CSANF
A Copa CSANF é um torneio de futebol para as equipes da América do Sul não filiadas a FIFA, organizado pelo COSANFF (anteriormente chamada de CSANF). O primeiro campeão foi o Arquipélago Juan Fernández após vencer os Aimarás nós penaltis.

#### Copa ANPO
O Campeonato Nacional de Povos Indígenas ou Copa ANPO é um torneio de futebol realizado no Chile e organizado pela Asociación Nacional de Pueblos Originarios (ANPO) atualmente conhecida como Federación y Asociación Nacional de Pueblos Originarios (FANPO) e a Corporación Nacional de Desarrollo Indígena (CONADI)
A primeira edição foi realizada em 2012 e teve como ganhador o Povo Rapanui da Ilha da Páscoa, em 2013 a campeão foi o Huilliches e em 2015 o ganhador foi Mapuche

#### Outras Competições
- Coupe de l'Outre-Mer é organizada pela FFF, aconteceu pela primeira vez em outubro de 2008, em Paris, França. As equipes representam os onze territórios ultramarinos da França. A primeira edição foi ganha pela Reunião. Após três edições a competição foi cancelada pela Federação Francesa de Futebol em 2014.
- Inter Island Cup é disputada entre as Ilhas Cocos é as Ilha Christmas entre 1994 a 2011.
- Jogos da Micronésia é disputado entre equipes da região da Micronésia em 1998, 2001 e 2014.
- Copa Micronésia foi disputada entre Micronésia, Marianas do Norte e os Crushers (Crusaders) em 1999.
- Adam Shield foi disputado entre Ilhas Faroe e Shetland entre 1936 a 1967
- Copa Pasefika é disputado por equipes compostas por grupos étnicos do Oceano Pacifico, o torneio é disputado desde 2008.
- Copa das Marianas é disputado entre a equipes da Guam e Marianas do Norte desde 2007.
- Clericus Cup é disputado no Vaticano entre equipes dos 16 colégios romanos é seminários da Igreja Católica desde 2007.
- Campeonato Virginense de Seleções é disputado entre as seleções das Ilhas Virgens entre 1997 a 2003.
- Inter Islands Competition é disputado entre Saba e São Eustáquio de 2004 a 2011.
- Campeonato das Ilhas Windward é disputado entre Santa Lúcia, Granada, Dominica e São Vicente e Granadinas desde 1947.
- Campeonato das Ilhas Leeward foi disputado entre as seleções das Ilhas Leeward desde 1949 a 2002.
- Muratti Vase é disputado entre Guernsey, Jersey e Alderney desde 1905.
- Torneio do Gibraltar foi disputado no Gibraltar entre as seleções de Ilha de Man, Ilha de Wight é Gibraltar.
- Tournoi des Iles foi disputado na Bretanha entre as seleções da Guadalupe, Martinica, Guiana Francesa é equipes que representaram a Bretanha em 2003.
- Copa da Groenlândia foi disputado entre Groenlândia, Ilhas Faroe e Islândia.
- Copa do Atlântico Norte foi disputado entre Orkney, Ilhas Faroe e Shetland.
- Copa Milne torneio anual disputado entre Shetland e Orkney desde 1919.
- Martinez Shield disputado entre Trinidad, Barbados e Demerara (Guiana Britânica) de 1923 a 1933.
- Torneio Frantz Fanon disputado entre Martinica, Guadalupe, Haiti e Boca Juniors em 2002.
- Torneio do Cinquentenário torneio disputado para celebrar o Cinquentenário da Ligue de Football de la Martinique, participaram Guiana Francesa, Guadalupe, Martinica e a Cabofriense em 2003
- The Four Nations disputado pelas seleções "B" da Inglaterra, Pais de Gales e Escócia além de Gibraltar em 2008
- Torneio de Guadalupe disputado entre Guadalupe, Santa Lúcia, Olympique de Marseille e Sochaux em 2006
- Jeux Inter-Iles disputado entre as ilhas de Wallis e Futuna desde 2001
- Campeonato Chines de Seleções Regionais disputado entre seleções regionais da China de 1973 a 1989.
- Futebol nos Jogos Nacionais da China disputado entre regiões da China de 1959 a 1965.
- Santosh Trophy disputado entre estados da Índia, desde 1973.
- DONER Trophy foi disputado entre esrados da Índia e 2003 e 2004.
- The Southwest Cup é uma competição aberta de futebol para Tribos Indígenas do Estados Unidos no sudeste dos .Estados Unidos. É um torneio bienal é começou em 1957
- South-West Counties Championship foi disputado entre Cornwall, Guernsey, Jersey e diversas outros condados da Inglaterra de 1998 a 2007.
- Copa Alex Oni foi disputado entre os povos ibos edos e iorubás de 1950 a 1957 na Nigéria
- Campeonato Brasileiro de Seleções Estaduais foi disputado entre estados do Brasil de 1922 a 1987
- Futebol nos Jogos Indígenas Brasileiros disputado por povos índigenas do Brasil
- International Small Nations Tournament disputado entre Jersey, Gibraltar e Madeira (Sub-20) em Jersey no ano de 2008
- Copa da Corsega disputado entre Corsega, Bretanha, Gabão e Togo em 2010
- The Eco-Sys Action Cup jogando para ajudar o planeta
- International Peoples, Cultures, and Tribes Tournament disputado entre Selecionado do Tibete, Provença, Curdistão "B", Quebec, Nagalândia, Ladakh e Arquipélago de Chagos, Monaco, Duas Sicilias, Arameus, Gozo e Corsega em 2013 na cidade de Marselha.
- Copa America dos Povos Indígenas torneio realizado na Colombia em 2014 entre seleções índigenas de paises das Américas.
- Copa Niamh Challenge disputado entre Ellan Vannin, Alderney, Felvidék e Panjabe em 2015 na cidade de Douglas na Ilha de Man.
- Copa Benedikt Fontana disputado entre Franconia e Récia na cidade de Chur em 2015, e 2016 foi disputado entre Récia contra uma equipe de Refugiados
- ConIFA Challenger Cup disputado entre Tamil Eelam e Povo Rom na cidade de Remscheid em 2016.
- Copa Mundial Alternativa foi disputada em 1988 na Jordânia
- Copa Zamenhof é uma competição anual em homenagem ao criado do dialeto Ludwik Lejzer Zamenhof, sua primeira edição foi em 2015 entre Esperanto e Saara Ocidental, em 2016 foi disputado entre Esperanto e o selecionado de municípios da Eslováquia.
- Copa World Unity foi disputada em 2016 como processo de classificação para a Copa do Mundo ConIFA de 2018, os participantes são Arquipélago de Chagos, Barawa e Tamil Eelam
- Copa do Patrimônio da Hungria foi disputada entre minorias da Hungria, Delvidék, Székely Land, Felvidék e Kárpátalja, a competição serviu como processo de qualificação para a Copa do Mundo ConIFA de 2018

Algumas seleções não FIFA disputam outros tipos de competições geralmente disputadas por equipes da FIFA, incluindo Copa Ouro da CONCACAF, Futebol nos Jogos do Oceano Índico, Copa CECAFA, Futebol nos Jogos do Pacifico, Copa do Caribe, Campeonato de Nações da CFU e Eurocopa

## Competições de clubes

### Internacionais
- Upton Park Trophy
- Coupe D.O.M.
- Ligue des Antilles
- Division Excellence

### Nacionais
| - Abecásia - Alasca - Alderney - Anglesey - Arquipélago de Chagos - Açores - Bonaire - Bougainville - Catalunha - Ceuta - Chechênia - Chipre do Norte - Corsega - Crimeia - Curdistão - Donetsk - Fernando de Noronha - Galiza - Geórgia do Sul (extinto) - Goa - Gozo - Groenlândia - Guadalupe - Guernsey - Guiana Francesa - Havaí - Ilhas Canárias - Ilha Christmas - Ilha da Páscoa - Ilha de Man - Ilha de Wight - Ilhas Åland - Ilha de Ascensão - Ilhas Baleares - Ilhas Cocos (Keeling) - Ilhas Falkland (Malvinas) - Ilhas Galápagos - Ilhas Marshall - Ilha Robben (extinto) - Ilhas Scilly - Jersey | - Juan Fernández - Kiribati - Lugansk - Madeira - Marianas do Norte - Martinica - Mayotte - Melilha - Micronésia - Monaco - Alto Carabaque - Nauru - Niue - Orkney - Ossétia do Sul - País Basco - Palau - Pohnpei - Puntlândia - Quebec - Reunião - Rodrigues - Saara Ocidental - Santa Helena - Somalilândia - Shetland - Santo Eustáquio - São Martinho (Holanda) - São Bartolomeu - São Martinho (França) - São Pedro e Miquelão - Sardenha - Svalbard - Toquelau - Transnístria - Tristão da Cunha - Tuvalu - Vaticano - Wallis e Futuna - Yap - Zanzibar |